# Dohňany
Dohňany (bis 1927 slowakisch auch Dohnany; ungarisch Donány oder älter Dohnan) ist ein Ort und eine Gemeinde im Nordwesten der Slowakei, mit 1903 Einwohnern (Stand 31. Dezember 2024). Er gehört zum Okres Púchov innerhalb der höheren Verwaltungseinheit Trenčiansky kraj.

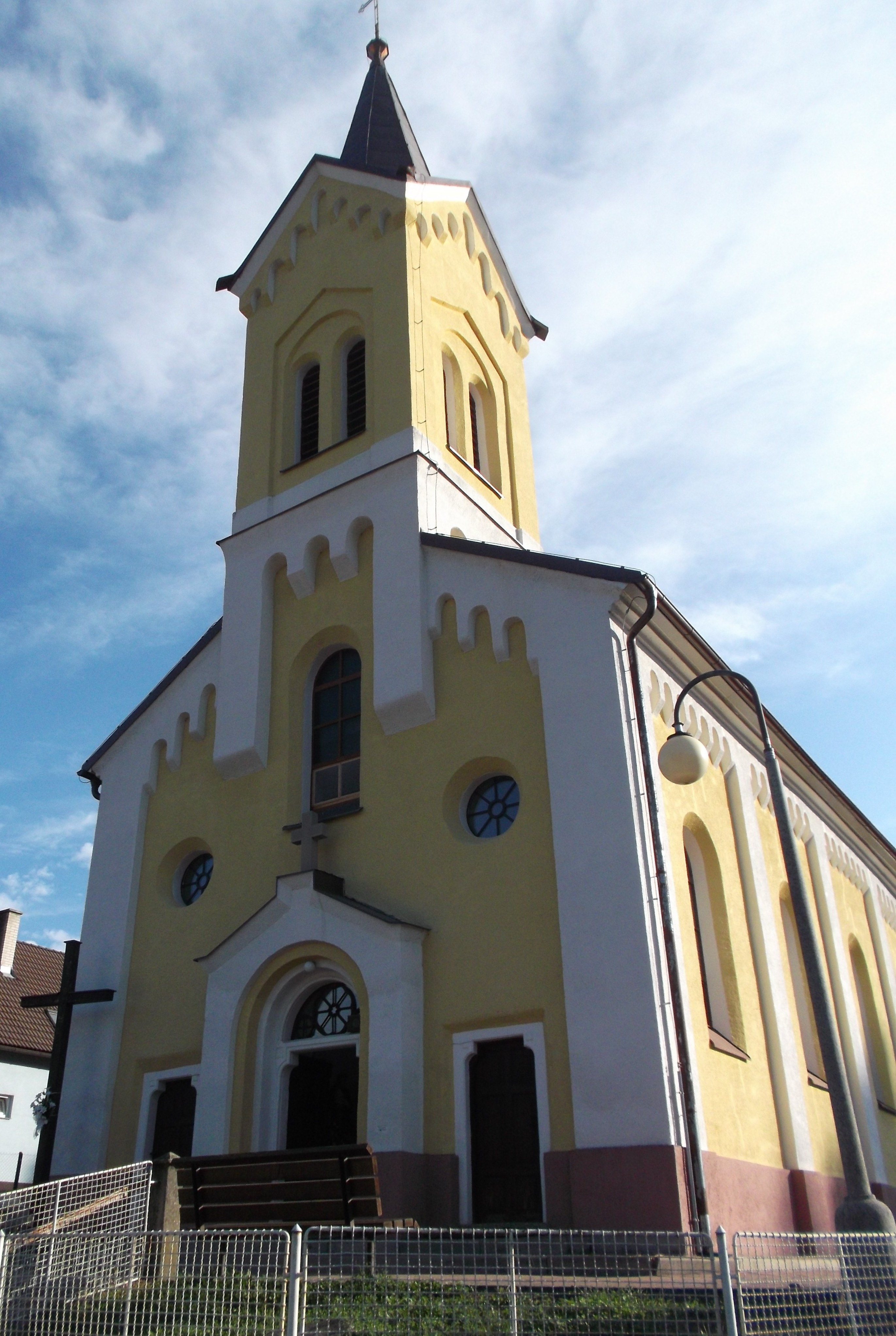
Kirche

## Geographie
Dohňany liegt im Tal der Biela voda zwischen den Weißen Karpaten im Westen und dem Javorník-Gebirge im Nordosten. Entfernungen zu einigen Städten: Púchov 4 km, Považská Bystrica 19 km, Trenčín 42 km, Žilina 52 km.
Neben dem Ort Dohňany selbst gehören zur Gemeinde auch Ortsteile Mostište und Zbora (1979 eingemeindet) sowie andere Einzelhöfe im Gebirge.

## Geschichte
Auf dem heutigen Gemeindegebiet bestand eine im 19. Jahrhundert nachgewiesene Siedlung der Puchauer Kultur. Der heutige Ort wird zum ersten Mal im Jahr 1471 auf einer Urkunde des Herrschaftsguts der Burg Lednica (in Lednica) als Dohnanye erwähnt. Die charakteristische Ansiedlung der umliegenden Hügel in Streusiedlung stammt aus der Zeit der walachischen Kolonisierung aus dem 16. Jahrhundert.

## Bevölkerung
| Jahr:                | 1994. | 2004.   | 2014.   | 2024.   |
| -------------------- | ----- | ------- | ------- | ------- |
| Anzahl der Personen: | 1714  | 1757    | 1755    | 1903    |
| Unterschied:         |       | +2,50 % | -0,11 % | +8,43 % |

| Jahr:                | 2023. | 2024.   |
| -------------------- | ----- | ------- |
| Anzahl der Personen: | 1901  | 1903    |
| Unterschied:         |       | +0,10 % |

## Sehenswürdigkeiten
- römisch-katholische Kirche der Hl. Kyrill und Method aus dem Jahr 1865
- evangelische Kirche im Ortsteil Zbory, fertiggestellt im Jahr 1992
- Wanderungen in den Weißen Karpaten